# Список видів джмелів України
Список видів джмелів України є дійсним станом на 2010 рік. До нього внесено 41 вид роду Джміль (Bombus). 10 видів є порівняно рідкісними (B. confusus, B. distinguendus, B. fragrans, B. gerstaeckeri, B. ruderatus, B. armeniacus, B. mesomelas, B. laesus, B. veteranus та B. cullumanus). Для зручності, види згруповані у підроди.

## Природоохоронні статуси
Такі категорії використані для позначення охоронного статусу кожного виду в Європейському червоному списку МСОП:
|  | Critically Endangered | Види на межі зникнення              |
|  | Endangered            | Види під загрозою вимирання         |
|  | Vulnerable            | Уразливі види                       |
|  | Near Threatened       | Види, близькі до загрозливого стану |
|  | Least Concern         | Найменший ризик                     |

Якщо такий статус відсутній, то в клітинці стоїть прочерк («—»).

## Список
| Українська назва                                               | Біноміальна назва                                                  | Підрід               | Статус ЄЧС | Місця проживання та особливості виду | Зображення | Виноски                 |
| -------------------------------------------------------------- | ------------------------------------------------------------------ | -------------------- | ---------- | --- | ---------- | ----------------------- |
| Джміль Вурфлена                                                | Bombus wurflenii Radoszkowski, 1860                                | Alpigenobombus       |            | Високогір'я Карпат (переважно букові, буково-смерекові та смерекові ліси, а також полонини та відслонення). |            | [ 3 ]                   |
| Джміль незвичайний (також джміль великоокий)                   | Bombus confusus Schenck, 1859                                      | Bombias              |            | Поширений у зоні мішаних лісів та лісостеповій зоні. Надає перевагу лугам, лісовим галявинам, узліссям. Запилювач рослин із родини бобових, ранникових, айстрових.                                                                             |            | [ 4 ] [ 5 ] [ 6 ] [ 7 ] |
| Джміль норовий (також джміль малий земляний, джміль дібровний) | Bombus lucorum Linnaeus, 1761                                      | Bombus sensu stricto |            | Уся території країни. Евритопний вид. |            | [ 5 ] [ 8 ]             |
| Джміль земляний (також джміль великий земляний)                | Bombus terrestris Linnaeus, 1758                                   | Bombus sensu stricto |            | Уся територія країни (найбільше в Галицькому національному природничому парку). Гніздується на висоті до 600—700 м. |            | [ 9 ] [ 5 ] [ 8 ]       |
| Джміль пластинчастозубий                                       | Bombus cullumanus Kirby, 1802                                      | Cullumanobombus      |            | Дуже рідкісний вид. Гніздується в лісостеповій зоні Сходу України. Існують давні записи рідкісної присутності цього виду на степових луках у долині річки Дністер.                                                                             |            | [ 4 ] [ 10 ] [ 11 ]     |
| Джміль Семенова-Тян-Шанського                                  | Bombus semenoviellus Skorikov, 1910                                | Cullumanobombus      |            | Поширений у лісовій та лісостеповій зонах від нечисленних до рясних популяцій у кількох пунктах. Надає перевагу водно-болотистим угіддям. |            | [ 11 ]                  |
| Джміль мінливий                                                | Bombus soroeensis Fabricius, 1777 Bombus proteus Gerstaecker, 1869 | Kallobombus          |            | Поширений на лівобережному лісостепу і на київському Поліссі. |            |                         |
| Джміль-чесальник                                               | Bombus distinguendus F. Morawitz, 1869                             | Subterraneobombus    |            | Луги, ліси, поля та пасовища заходу та півночі країни. Надає перевагу широким лукам у північній частині України. Популяції невеликі й рідко розподілені.                                                                                       |            | [ 11 ]                  |
| Джміль пахучий                                                 | Bombus fragrans Pallas, 1771                                       | Subterraneobombus    |            | Локально трапляється в степовій зоні. Соціальний вид. Запилювач багатьох степових рослин. |            | [ 5 ] [ 12 ] [ 13 ]     |
| Джміль підземний                                               | Bombus subterraneus Linnaeus, 1758                                 | Subterraneobombus    |            | Вид надає перевагу широким лукам у південній частині України, популяції невеликі й рідко розподілені. Найбільші популяції виду в Кримських горах, у тому числі передгір'ях. Запилювач рослин із родини бобові, а також малини, полуниці, ківі. |            | [ 5 ] [ 11 ]            |
| Джміль глинистий                                               | Bombus argillaceus Scopoli, 1763                                   | Megabombus           |            | Рідкісний вид, який зустрічається на полях та лугах всієї території країни та Криму. Запилювач багатьох квіткових рослин. |            | [ 14 ] [ 15 ]           |
| Джміль Герштеккера                                             | Bombus gerstaeckeri Morawitz, 1881                                 | Megabombus           |            | Трапляється лише в Карпатах, у масивах Чорногора і Ґорґани. Дуже рідкісний, чисельність популяцій мала, знайдений лише у чотирьох локалітетах.                                                                                                 |            | [ 16 ]                  |
| Джміль садовий                                                 | Bombus hortorum Linnaeus, 1761                                     | Megabombus           |            | Вид поширений на всій території країни. Запилювач рослин із родин бобові, жовтецеві та губоцвіті, а також на деяких рослинах із родин шорстколисті, березкові, розові, айстрові, маслинові.                                                    |            | [ 5 ] [ 8 ] [ 13 ]      |
| Джміль червонуватий                                            | Bombus ruderatus Fabricius, 1775                                   | Megabombus           |            | Рідкісний вид. Поширений у західних, північних та центральних областях та у Криму. Запилювач багатьох квіткових рослин. |            | [ 5 ] [ 17 ] [ 18 ]     |
| Джміль кам'яний                                                | Bombus lapidarius Linnaeus, 1761                                   | Melanobombus         |            | Вид поширений на всій території країни. Гніздується на висоті до 600—700 м. Запилювач рослин із родин бобові та березкові. |            | [ 8 ] [ 13 ]            |
| Джміль-зозуля Барбута                                          | Bombus barbutellus Kirby, 1802                                     | Psithyrus            |            | Вид поширений на всій території країни. Надає перевагу лугам, узліссям та галявинам. Клептопаразит. |            | [ 19 ]                  |
| Джміль-зозуля прив'язаний                                      | Bombus bohemicus Seidl, 1838                                       | Psithyrus            |            | Зустрічається в зоні мішаних лісів та лісостеповій. Клептопаразит. |            | [ 19 ]                  |
| Джміль-зозуля польовий                                         | Bombus campestris Panzer, 1801                                     | Psithyrus            |            | Вид поширений на всій території країни. Клептопаразит. |            | [ 19 ]                  |
| Джміль-зозуля степовий                                         | Bombus maxillosus Klug, 1817                                       | Psithyrus            | —          | Трапляється в степовій зоні. Клептопаразит. |            | [ 19 ]                  |
| Джміль-зозуля норвезький                                       | Bombus norvegicus Sparre-Schneider, 1918                           | Psithyrus            |            | Трапляється в зоні мішаних лісів та лісостеповій. Клептопаразит. |            | [ 19 ]                  |
| Джміль-зозуля чотириколірний                                   | Bombus quadricolor Lepeletier, 1832                                | Psithyrus            |            | Трапляється в Карпатах. Клептопаразит. |            | [ 19 ]                  |
| Джміль-зозуля скельний (також джміль-зозуля червонозадий)      | Bombus rupestris (Fabricius, 1793)                                 | Psithyrus            |            | Вид поширений на всій території країни. Клептопаразит. |            | [ 19 ] [ 13 ]           |
| Джміль-зозуля лісовий                                          | Bombus sylvestris Le Peletier, 1832                                | Psithyrus            | —          | Трапляється в зоні мішаних лісів та лісостеповій. Клептопаразит. |            | [ 19 ]                  |
| Джміль-зозуля білозадий                                        | Bombus vestalis Geoffroy, 1785                                     | Psithyrus            |            | Вид поширений на всій території країни. Клептопаразит. |            | [ 19 ] [ 13 ]           |
| Джміль угорський                                               | Bombus haematurus Kriechbaumer, 1870                               | Pyrobombus           |            | Поширений лише в Кримських горах, а також у лісах, чагарниках, на схилах гір та озеленених територіях, як-от парки та сади. Інколи трапляється на висоті понад 2100 м. Запилювач багатьох квіткових рослин.                                    |            | [ 8 ]                   |
| Джміль міський (також джміль дупловий, джміль парковий)        | Bombus hypnorum Linnaeus, 1758                                     | Pyrobombus           |            | Вид поширений на всій території країни. Переважно запилювач рослин із родин розоцвіті та айстрові. |            | [ 5 ] [ 11 ]            |
| Джміль вересовищний                                            | Bombus jonellus Kirby, 1802                                        | Pyrobombus           |            | Трапляється локально в зоні мішаних лісів. |            | [ 11 ]                  |
| Джміль луговий                                                 | Bombus pratorum Linnaeus, 1761                                     | Pyrobombus           |            | Поширений у зоні мішаних лісів та лісостепу. |            | [ 11 ] [ 8 ]            |
| Джміль піренейський                                            | Bombus pyrenaeus Pérez, 1879                                       | Pyrobombus           |            | Трапляється лише в Карпатах на висоті понад 700 м, переважно в гірських масивах Ґорґан і Чорногори. Запилювач великої кількості гірських квіткових рослин.                                                                                     |            | [ 20 ]                  |
| Джміль вірменський                                             | Bombus armeniacus Radoszkowski, 1877                               | Thoracobombus        |            | Рідкісний вид. Охороняється в Українському степовому ПЗ. Запилювач багатьох степових рослин. |            | [ 5 ] [ 21 ]            |
| Джміль мінливий                                                | Bombus humilis Illiger, 1806                                       | Thoracobombus        |            | Трапляється локально на всій території країни. |            | [ 5 ] [ 11 ]            |
| Джміль лезус (також джміль степовий)                           | Bombus laesus Morawitz, 1875                                       | Thoracobombus        |            | Рідкісний вид. Охороняється в заповідниках степової та лісостепової зон. Запилювач квіткових рослин, як-от люцерна, конюшина, огірки, гарбузи, інші бахчеві культури.                                                                          |            | [ 5 ] [ 22 ] [ 23 ]     |
| Джміль гірський                                                | Bombus mesomelas Gerstäcker, 1869                                  | Thoracobombus        |            | Зустрічається рідко в степовій та лісостеповій зонах. |            | [ 11 ]                  |
| Джміль моховий                                                 | Bombus muscorum Linnaeus, 1758                                     | Thoracobombus        |            | Рідкісний вид. Знайдений у більшості областей та Криму. Охороняється в заповідниках степової та лісостепової зон. Запилювач квіткових рослин, як-от люцерна, конюшина, огірки, гарбузи, інші бахчеві культури.                                 |            | [ 5 ] [ 24 ] [ 13 ]     |
| Джміль польовий (також джміль пасовищний)                      | Bombus pascuorum Scopoli, 1763                                     | Thoracobombus        |            | Поширений на всій території країни. Запилювач рослин із родин бобові, айстрові, а також на деяких рослинах із родин шорстколисті, берізкові, розові, губоцвіті, дзвоникові, лілійні, ранникові.                                                |            | [ 5 ] [ 11 ] [ 13 ]     |
| Джміль яскравий (також джміль плодовий)                        | Bombus pomorum Panzer, 1805                                        | Thoracobombus        |            | Рідкісний вид. Охороняється в заповідниках степової та лісостепової зон. Запилювач багатьох рослин. |            | [ 5 ] [ 25 ]            |
| Джміль малий кам'яний                                          | Bombus ruderarius Müller, 1776                                     | Thoracobombus        |            | Зустрічається в зоні мішаних лісів та лісостепі. |            | [ 19 ]                  |
| Джміль Шренка                                                  | Bombus schrencki Morawitz, 1881                                    | Thoracobombus        |            | Трапляється локально в зоні мішаних лісів. |            | [ 11 ]                  |
| Джміль лісовий                                                 | Bombus sylvarum Linnaeus, 1761                                     | Thoracobombus        |            | Зустрічається на всій території країни. Запилювач баштанних та плодових культур. |            | [ 5 ] [ 11 ] [ 13 ]     |
| Джміль кінський                                                | Bombus veteranus Fabricius, 1793                                   | Thoracobombus        |            | Зустрічається рідко в зоні мішаних лісів та лісостепі. |            | [ 5 ] [ 19 ]            |
| Джміль оперезаний                                              | Bombus zonatus Smith, 1854                                         | Thoracobombus        |            | Зустрічається локально в південно-східних областях та в Криму. Охороняється в заповідниках степової та лісостепової зон. Запилювач багатьох степових рослин.                                                                                   |            | [ 26 ]                  |